# (254) Augusta
(254) Augusta est un astéroïde de la ceinture principale découvert par Johann Palisa le 31 mars 1886.
Augusta a été nommé d'après Auguste von Littrow, écrivaine et veuve de l'astronome Karl Ludwig von Littrow.